# Honda HA-420 HondaJet
HondaJet é um modelo very light jet desenvolvido e produzido pela Honda. Este é um pequeno jato que pode acomodar até 6 passageiros, com avançados sistemas de entretenimento e segurança. Fabricado com novos tipos de materiais, o HondaJet possui 2 motores.

## Inovações
Os motores são montados na superfície superior da asa principal, em um desenho inovador que, segundo a empresa, reduz o arrasto a altas velocidades e aumenta a eficiência da aeronave. Esse layout também elimina a necessidade de montagens estruturais do motor na fuselagem, o que resulta em um ganho de 30% no espaço da cabine.
A fuselagem é feita em compósito de carbono e a asa é construída com painéis inteiriços de alumínio, deixando sua superfície mais lisa e mais eficiente. O nariz do HondaJet cria um fluxo laminar de ar o que, em combinação com o novo motor, segundo a empresa, resulta em uma economia de combustível de até 40% em comparação com outros jatos da categoria.

## Entregas
| Ano      | 2015 | 2016 | 2017 | 2018 | Total |
| -------- | ---- | ---- | ---- | ---- | ----- |
| Entregas | 2    | 23   | 43   | 37   | 105   |

## Especificações Técnicas

### Performance[5]
| Velocidade Máxima de Cruzeiro | 422 KTAS    |
| Teto Operacional              | 43.000 pés  |
| Razão de Subida               | 3990 ft/min |
| Alcance                       | 1.223 nm    |